# Tajná konvence (1881)
Tajná konvence (v srbštině Тајна конвенција, německy Geheime Konvention) byla tajná dohoda, podepsaná mezi představiteli Rakousko-Uherska a Srbska dne 28. června 1881. Na jejím základě byla vytvořena rakousko-srbská aliance. 

## Obsah a význam konvence
V této dohodě se srbský kníže Milan Obrenović zavázal k celé řadě povinností vůči svému velkému a mocnému severnímu sousedu. Především slíbil, že jeho zahraniční politika vůči Rakousko-Uhersku bude vždy přátelská, že se nebude vměšovat do záležitostí na jeho území (tzn. iniciovat prosrbskou propagandu mezi Srby obývanými oblastmi mocnářství), ani tolerovat protirakousky zaměřenou podvratnou činnost na svém území, a že neučiní na zahraničněpolitické scéně žádné významnější rozhodnutí, např. vstoupením do nějakého politického spolku, bez souhlasu Vídně. Zato získal příslib, že jej Rakousko uzná za srbského krále. Pokud by panovaly příhodné mezinárodní podmínky, pak mohl počítat i s rakouskou podporou srbské expanze na jih Balkánu. V případě válečného stavu s jinou zemí deklarovala druhá smluvní strana neutralitu. 
Následně po podepsání tohoto dokumentu (za srbskou stranu dokument podepsali tehdejší ministr zahraničí Milutin Garašanin a financí Čedomilj Mijatović, oba z vlády Milana Piroćance) byla podepsána ještě jedna smlouva, na základě které se Srbsku otevřel rakouský a uherský trh. To tak mohlo bez jakýchkoliv překážek vyvážet na sever především svoji zemědělskou produkci. 
Přípravy tohoto dokumentu, který by Srbsko pevně svázal s Rakousko-Uherskem, se odehrávaly již před tzv. Berlínským kongresem, který přiznal Srbsku formálně nezávislost na Osmanské říši. Rakousko-Uhersko proto tolerovalo jak vyhlášení Srbska královstvím v roce 1882, tak také pomohlo Bělehradu v případě válečné porážky s Bulharskem v roce 1885 vyjednat nejprve příměří a potom mírovou dohodu.
Milan I. Obrenović, který se díky této alianci stal králem, koncipoval zahraniční politiku Srbska především s ohledem na rozšíření vlivu do oblasti Makedonie a na další území, která mohlo Turecko při své slábnoucí úloze na Balkáně ztratit; myšlenka agitovat ve prospěch bosenských či vojvodinských Srbů, stejně jako orientace na Rusko mu proto nepřipadala příliš důležitá. Rakousko-uherská zahraniční politika v této době sledovala zájem výrazně omezit roli Petrohradu na Balkáně, a proto podepsání dohody považovala Vídeň za velmi výhodné. Později byla ale tato aliance přeceňována a vykládána ve smyslu faktického protektorátu Rakouska-Uherska nad Srbskem. Skutečnou váhu a platnost však pozbyla dávno před svržením dynastie Obrenovićů, k němuž došlo v roce 1903.